# Naufragio en el río Congo de 2025
El Naufragio en el Río Congo de 2025 fue un accidente ocurrido el 15 de abril del 2025, en la República Democrática del Congo, tras el incendio y posterior hundimiento de una embarcación. El hecho dejó al menos 148 fallecidos, más de 100 desaparecidos y varios heridos.

## Antecedentes
Esta no es la primera vez que ocurre un naufragio de gran magnitud en el país, según se informa, en el año 2024, más de 89 personas murieron cuando un barco volcó en el lago Kivu, en el este de la República Democrática del Congo, según las autoridades locales. En 2023, un barco que se hundió en el río Congo mató a 47 personas.
El Río Congo también cuenta con un antecedente similar cuando en 2021, el hundimiento de un barco improvisado en el río Congo dejó más de un centenar de personas muertas o desaparecidas en Mongala, una provincia forestal del noroeste de la República Democrática del Congo.

## Acontecimientos
El martes 15 de abril de 2025, una embarcación turística de nombre "HB Kokolo", que transportaba a 500 pasajeros y recorría el Río Congo con destino a la ciudad de Bolomba, ubicada en la provincia de Équateur, tuvo un gran incendio tras que una pasajera encendiera una brasa para preparar alimentos para el camino, este hecho, sumado a la proximidad del combustible del bote, provocó 0una explosión y una posterior  mal organizada evacuación que causó la muerte de mas de 140 personas, entre ellos varios menores de edad. Esta información fue mejor detallada por la diputada Josephine-Pacifique Lokumu al medio Associated Press, unos días después del incidente. El incidente ocurrió cerca a Mbandaka, exactamente en el lago Mai-Ndombe, por donde se ubica la confluencia entre los ríos Ruki y Congo, que es la mas profunda del mundo. En un video difundido por medio de las redes sociales, se logra observar la larga embarcación en llamas, no muy lejos de la costa.
Joséphine-Pacifique Lokumu, parlamentaria nacional que visitó el lugar en la provincia de Équateur, al noroeste del país, declaró a la agencia AFP que «un primer grupo de 131 cadáveres fue hallado el miércoles, y otros 12 se recuperaron entre el jueves y el viernes». Por su parte, Joseph Lokondo, responsable de una asociación local, informó de un balance provisional de «148 muertos, algunos calcinados y otros ahogados».
Se ha confirmado que un total de 50 personas sobrevivientes al incidente sufren quemaduras graves y están recibiendo tratamiento en diversos centros de salud. De ellas, 22 se encuentran ingresadas en el Hospital General de Referencia de Wangata, según informó el portal de noticias congoleño Actualité.

## Respuesta de las autoridades
Un líder de la sociedad civil local, Joseph Lokondo, reportó un balance provisional un poco más elevado de 145 muertos, «algunos calcinados, otros ahogados». Hasta el momento, no se ha determinado con exactitud cuántas personas viajaban en la barca, aunque se estima que eran varios centenares, indicó la legisladora. El viernes, "muchas familias estaban todavía sin noticias de sus seres queridos», mencionó Lokondo.

Sogún un comunicado a la Agence France-Presse el sábado 19 de abril por el alcalde de la ciudad de Mbandaka se mencionó que:
En esta tragedia, «contamos: 195 supervivientes (22 quemados tratados en el hospital de Wangata), 33 muertos (29 ya enterrados y cuatro todavía en la morgue)», declaró Yves Balo. Un informe anterior indicó cifras mucho más altas, lo que según dijo se debió a la «confusión» en el lugar del accidente.
Diversos organismos humanitarios sin fines de lucro, entre ellos la Cruz Roja y Médicos Sin Fronteras, desplegaron equipos de ayuda para colaborar en las operaciones de rescate y en la provisión de atención médica especializada a las personas afectadas.